# Торт

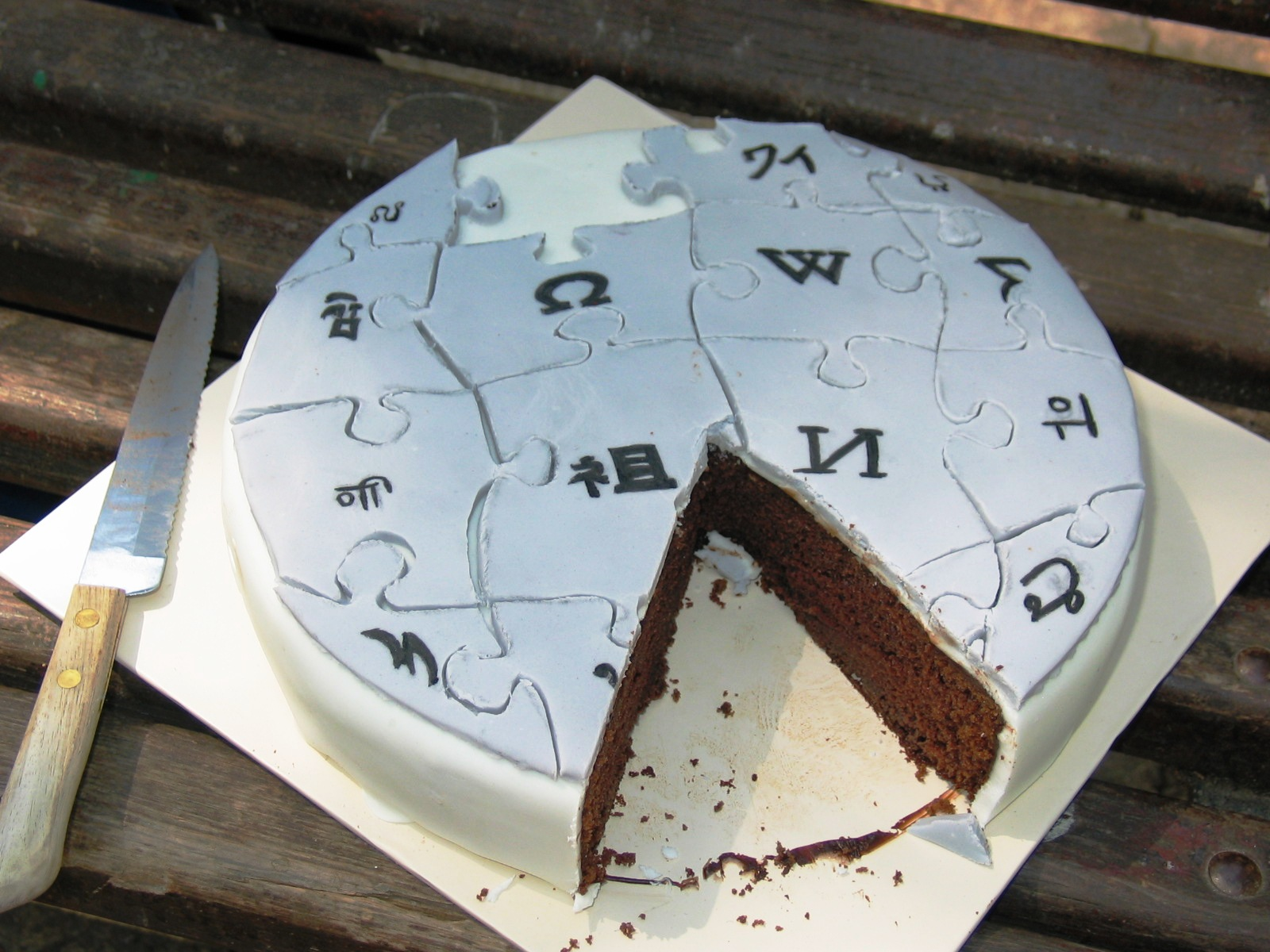
Торт в виде эмблемы Википедии

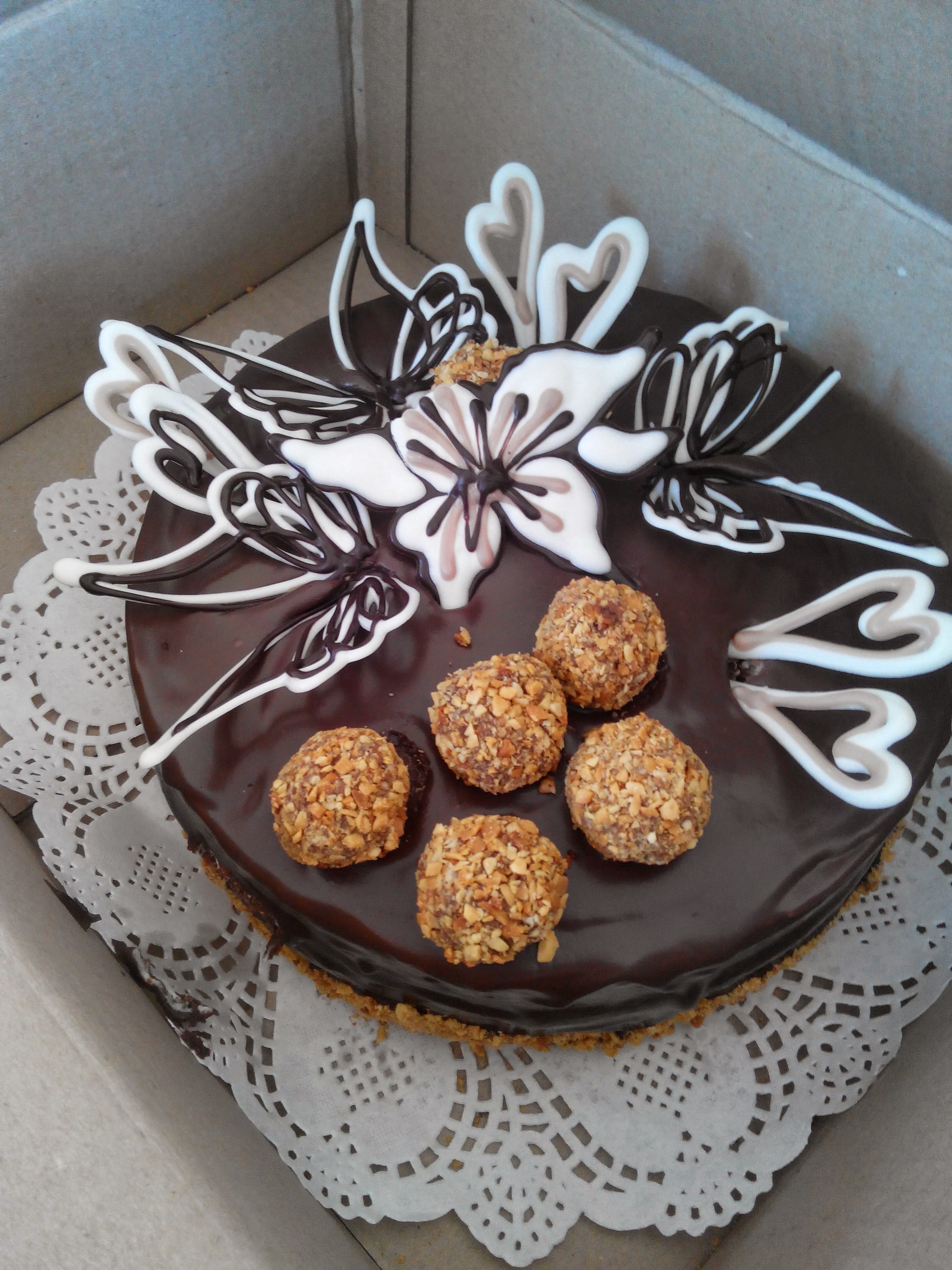
Шоколадный торт с декорированным верхом

Торт (от итал. torta/лат. tōrta, круглый хлеб) — кондитерское изделие, состоящее из нескольких коржей, пропитанных кремом или джемом. Сверху торт обычно украшают кремом, глазурью или фруктами.
Существуют также несладкие разновидности тортов (например, печёночный торт), при этом название «торт» указывает скорее на оформление блюда: укладывание ингредиентов слоями с возможным последующим украшением верхнего слоя. В примере с печёночным тортом: поджаренные лепёшки из печёночного фарша с прослойкой из майонеза, украшенные сверху зеленью

## История
Первые торты, видимо, появились в то время, когда люди научились молоть пшено и получать таким образом муку. Собственно торты получили распространение, когда повара стали использовать сахар. Тростниковый сахар, впервые произведённый в Индии, попал в арабские страны, где его искусно смешивали со специями и ароматическими приправами, ввозимыми с Дальнего Востока.

## Приготовление

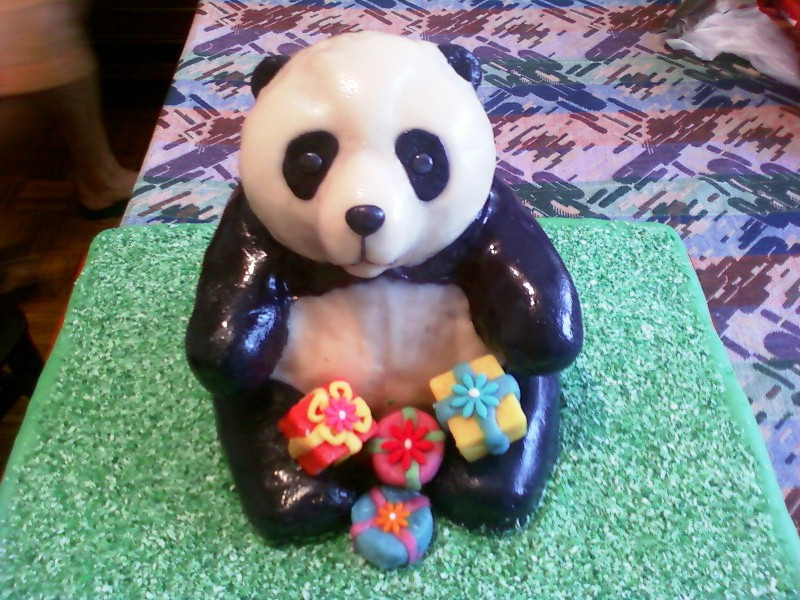
Торт в виде панды, покрытый кондитерской мастикой

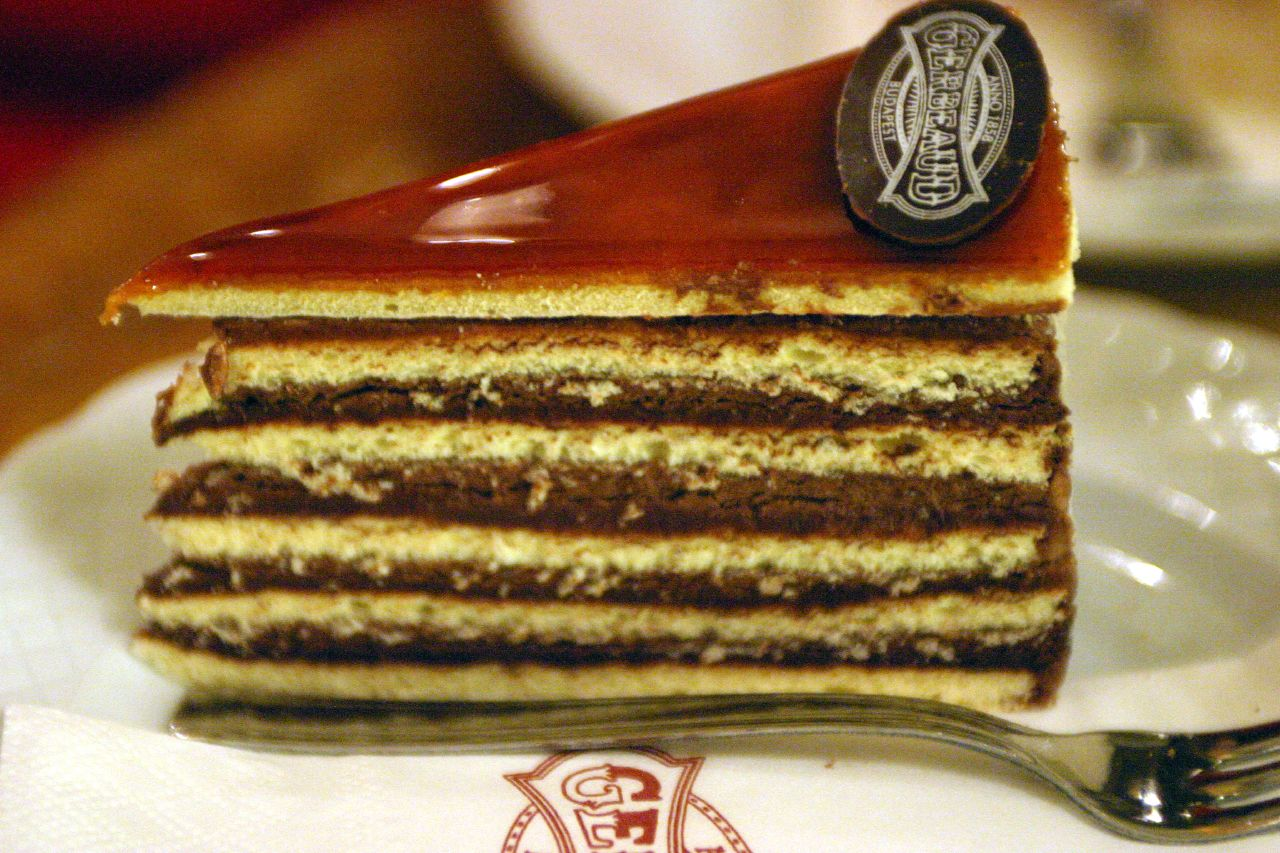
Торт «Добош»

Коржи для большинства тортов изготовляются из бисквитного или песочного теста, классические торты представляют собой комбинацию из тонкого песочного коржа (для более стабильного основания) и одного или нескольких бисквитных коржей. Также для тортов иногда используют слоёное тесто или вафельные коржи. Для смазывания коржей обычно применяется повидло, крем из сливочного масла или сливок с сахаром, сгущённое молоко. Также между коржами можно уложить слой фруктов, ягод, орехов, смочить коржи небольшим количеством алкоголя (ром, ликёр). Как в тесто, так и в крем можно добавить различные вкусовые (порошок какао) и ароматические (ваниль) добавки; пищевые красители.
Традиционно торты имеют округлую форму, однако некоторые разновидности, а также торты промышленного производства выпекаются в прямоугольных формах. Такие торты часто разрезают на кусочки и продают в виде пирожных (к примеру, торт «Наполеон» и одноимённое пирожное). В Италии популярны торты в виде полусферы. В последнее время стали популярны необычные формы тортов, например в виде звезды или сердца — эти торты чаще всего делают к особым случаям.
Выпечкой и оформлением тортов занимается обученный повар-кондитер.

## Оформление тортов

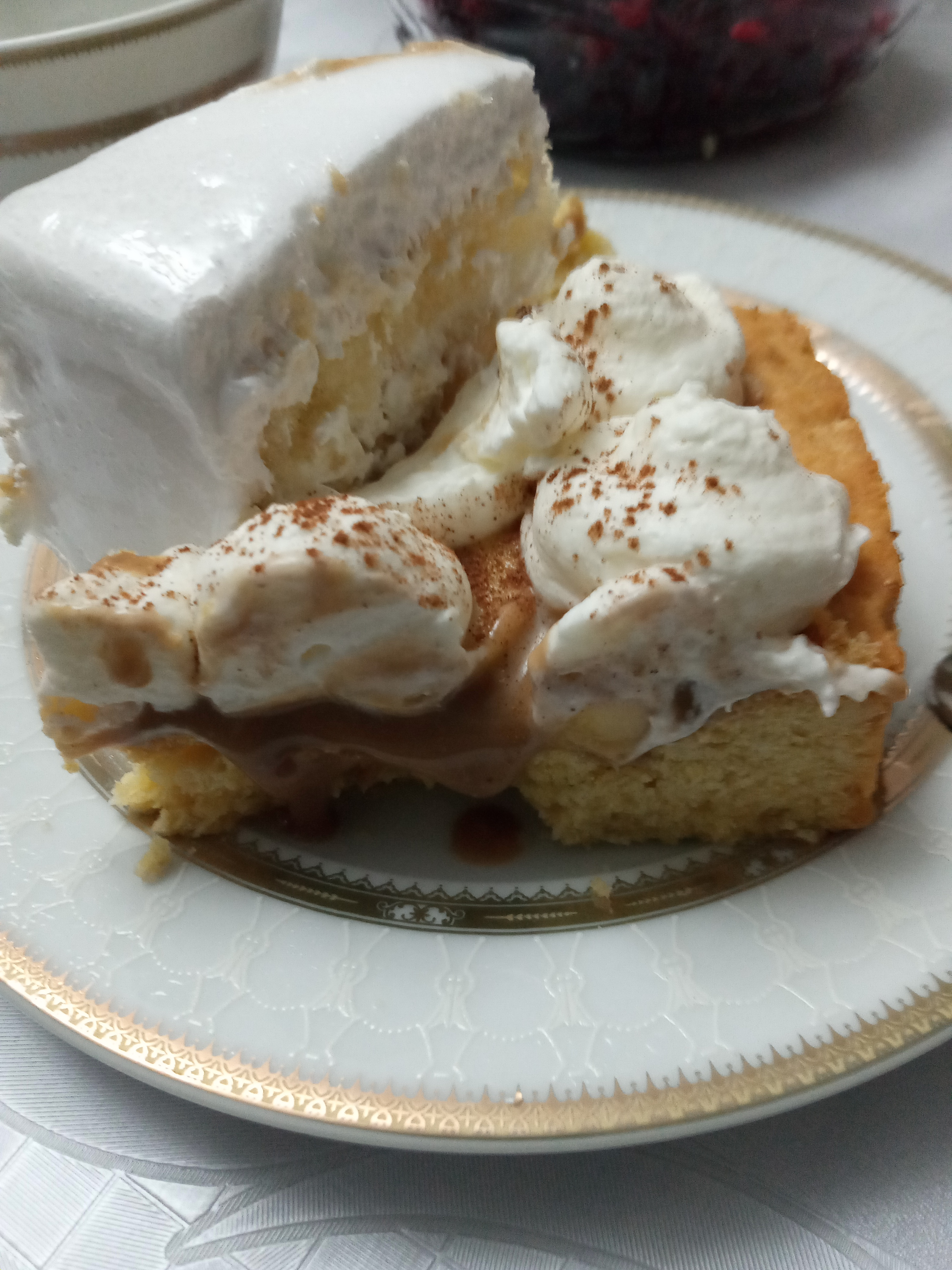
Торты. Слева: бисквитный белый торт со сливками, направо: торт-пирог со сливками, щепотками какао, начинка: топлёная сгущенка и кусочки банана

Для декора тортов обычно используют крем (как правило, тот же самый, что используется для прослойки коржей), выдавливая его при помощи кондитерского шприца на верхний слой торта и его боковины.
Также торт покрывают глазурью или ганашем. Широкое распространение получила эластичная сахарная мастика из маршмэллоу, которая применяется не только в качестве покрытия торта, но и для лепки декоративных фигурок, используемых для украшения кондитерских изделий.
Благодаря сахарной мастике торт выглядит по-элегантному гладким и выделяется среди других лакомств.
Главное преимущество мастики перед традиционной глазурью — это её пластичность: она легко принимает любую форму, и из неё можно вылепить разные фигурки — зверюшек, человечков, цветы. Сегодня кондитеры совмещают использование мастики и помадки, при этом применяя королевскую глазурь для придания мастике необходимой формы.
Состав кондитерской мастики варьируется, но неизменную основу составляют натуральные ингредиенты. Основным компонентом является сахарная пудра, к которой могут добавляться желатин, крахмал, яичный белок, зефир. Недобросовестные производители могут добавлять в состав: эквивалент масло какао, Е466 (пищевой стабилизатор), Е1422 (модифицированный крахмал), глицерин, E471 (стабилизатор), краситель пищевой, Е202 (сорбат калия).
Существует множество общих мотивов, которые используют при украшении тортов. Самые известные из них — это цветы и декоративный край из сахарной глазури, фигурки из марципана и мастики, помадка, а также разные виды глазури.
В методе Ламбет (от англ. Lambeth) применяется техника сахарного узора. На торт, покрытый помадкой, наносят узор, используя королевскую глазурь. Затем добавляют ещё и другой узор, похожий на кружево. Другие приёмы, используемые в методе Ламбет, включают в себя формирование гребенчатого края торта, нанесение разных завитушек и рисование воздушных узоров из тонких нитей сахарной глазури.
В австралийском методе используется узор из королевской сахарной глазури, нанесённый на другой замысловатый узор, напоминающий кружево.

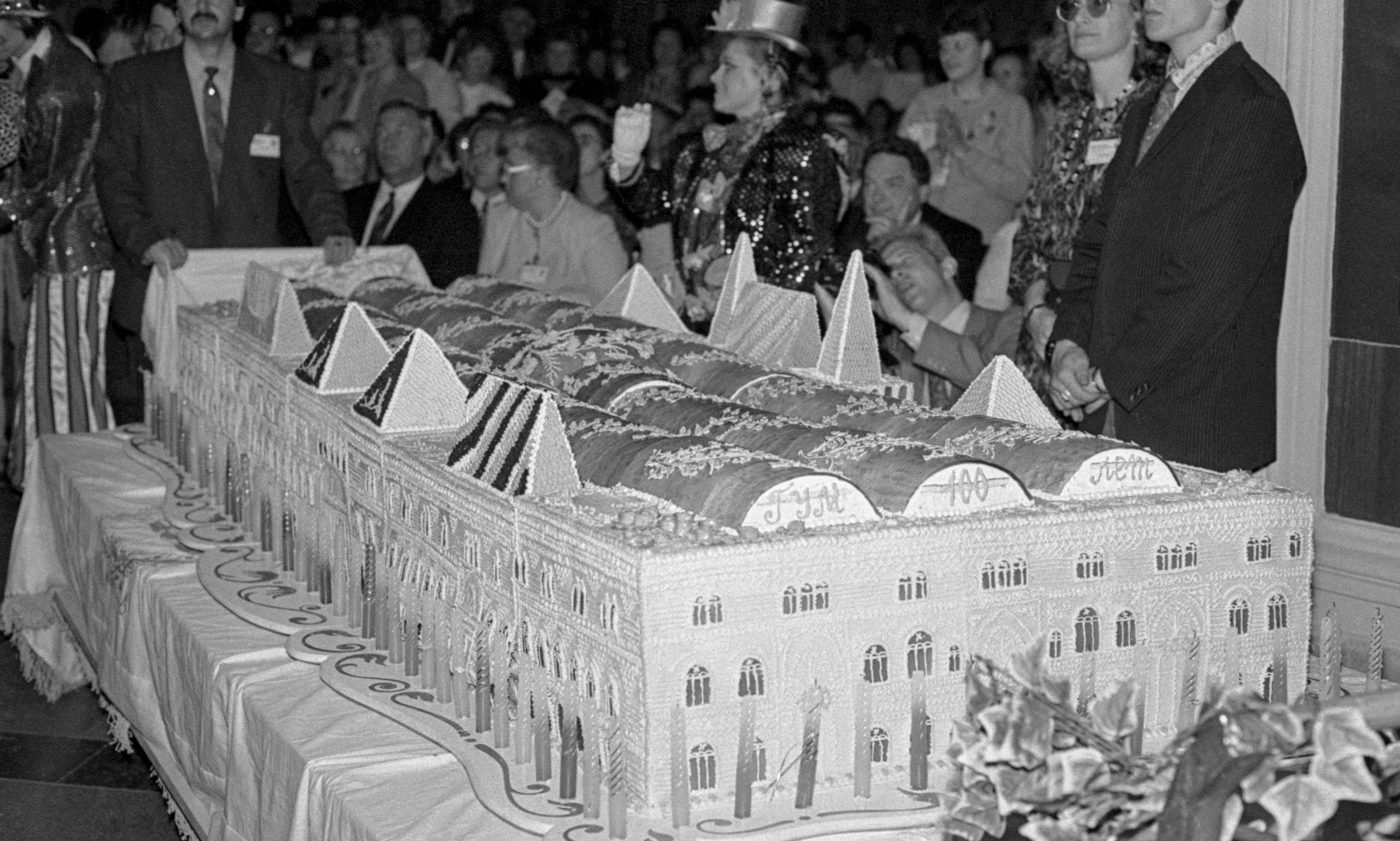
Торт к столетию ГУМа, июнь 1993 года

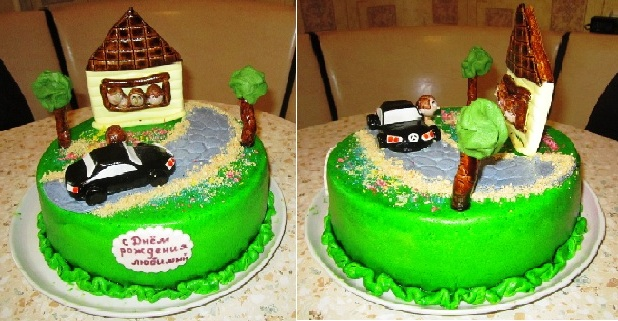
Торт на День рождения с фигурками, выполненными из зефира

Достаточно популярным является метод Уилтон (Wilton), который быстро стал популярным, так как даже новички могут его применять, постепенно совершенствуя своё умение. Сейчас уже трудно представить украшение тортов без этой техники. Метод Уилтон подразумевает использование в оформлении масляного крема, которым покрывают, чаще всего, весь торт. Иногда крем используют для украшения торта разными элементами ("завитушками", "цветочками" и др.) и сложными узорами. В методе Уилтон существует три «уровня» мастерства: первый — нанесение цветочного узора и декоративного края, второй — изготовление и нанесение на торт помадки и поярусная техника, третий же «уровень» включает совершенно особые и очень сложные техники и приёмы.
Помимо этого, в качестве украшений для тортов используют фрукты, ягоды, орехи, фигурки из марципана, шоколадную и кокосовую стружку, взбитые сливки.

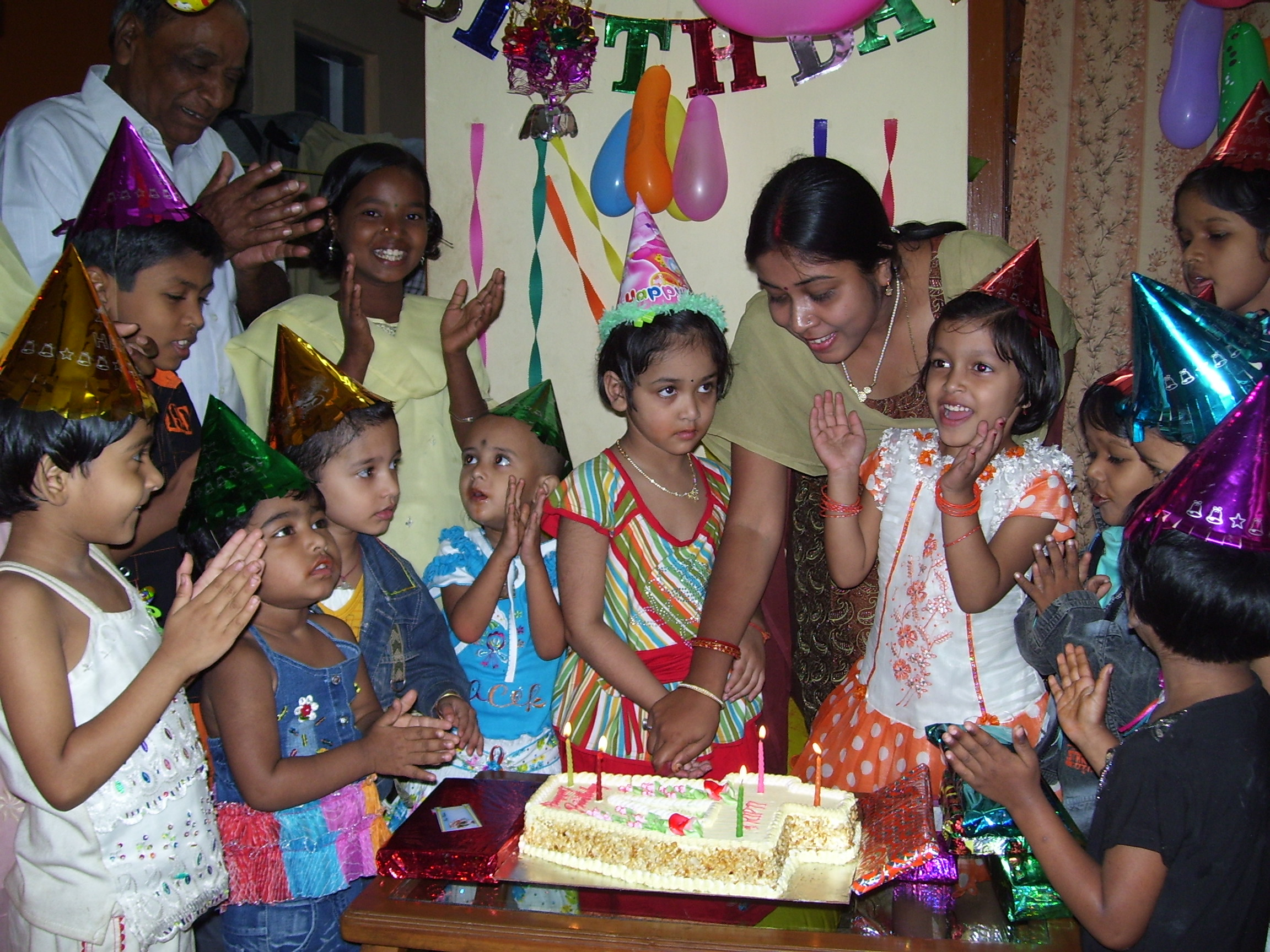
Празднование детского дня рождения с задуванием свечей на торте

## Торт в культуре
Торт является традиционным праздничным блюдом на свадьбах, днях рождения и прочих торжественных событиях. Свадебный торт обычно выполняется в несколько ярусов и украшается сверху фигурками молодожёнов. На день рождения именинный торт могут украшать свечами в количестве, равном возрасту именинника, или специальными свечами с цифровым изображением его возраста.
Торты используют в качестве метательного оружия для демонстрации общественного недоверия или презрения к известным людям. Традицию метать в известных лиц тортами основал бельгиец Ноэль Годен — лидер движения «Международные пирожные бригады», от активистов которого пострадали такие люди, как Билл Гейтс, Мишель Камдессю, Жан-Люк Годар и другие.
Бессмысленное кидание тортами в качестве развлечения является составной частью ряда кинокомедий. Такое кидание добавляет элемент карнавала в сюжет. Как отмечает М. М. Бахтин, карнавал связан с разрушением иерархии и торжеством праздничного настроения. Так, кидаясь тортами, персонажи фильмов усиливают чувство разгула и веселья.
20 июля в мире отмечается праздник — Международный день торта.
Символы торта в Юникоде — 🎂 и 🍰.

## Известные торты
- Devil’s food cake
- «Айершекке»
- «Баттенберг»
- Буччеллато
- «Добош»
- «Дунайские волны»
- «Захер»
- Ишльские тортики
- «Киевский торт»
- «Клубника со сливками»
- «Красный бархат»
- Крокембуш
- «Ленинградский»
- Линцский торт
- «Марика»
- «Медовик»
- «Мечта дьявола»
- «Молочная девочка»
- «Монастырская изба»
- Морковный торт
- «Муравейник»
- «Наполеон»
- «Опера»
- «Па́влова»

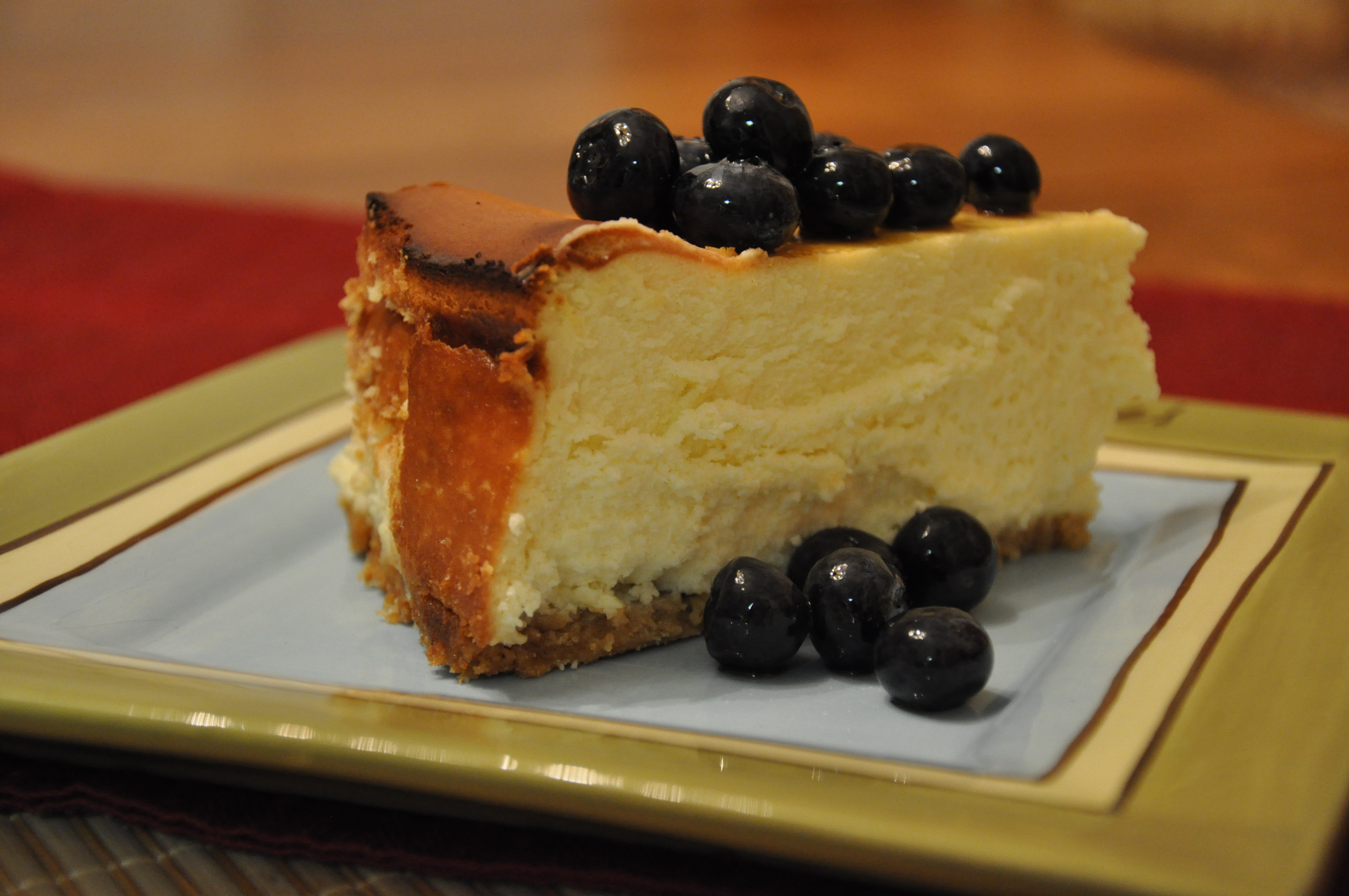
Чизкейк с черникой

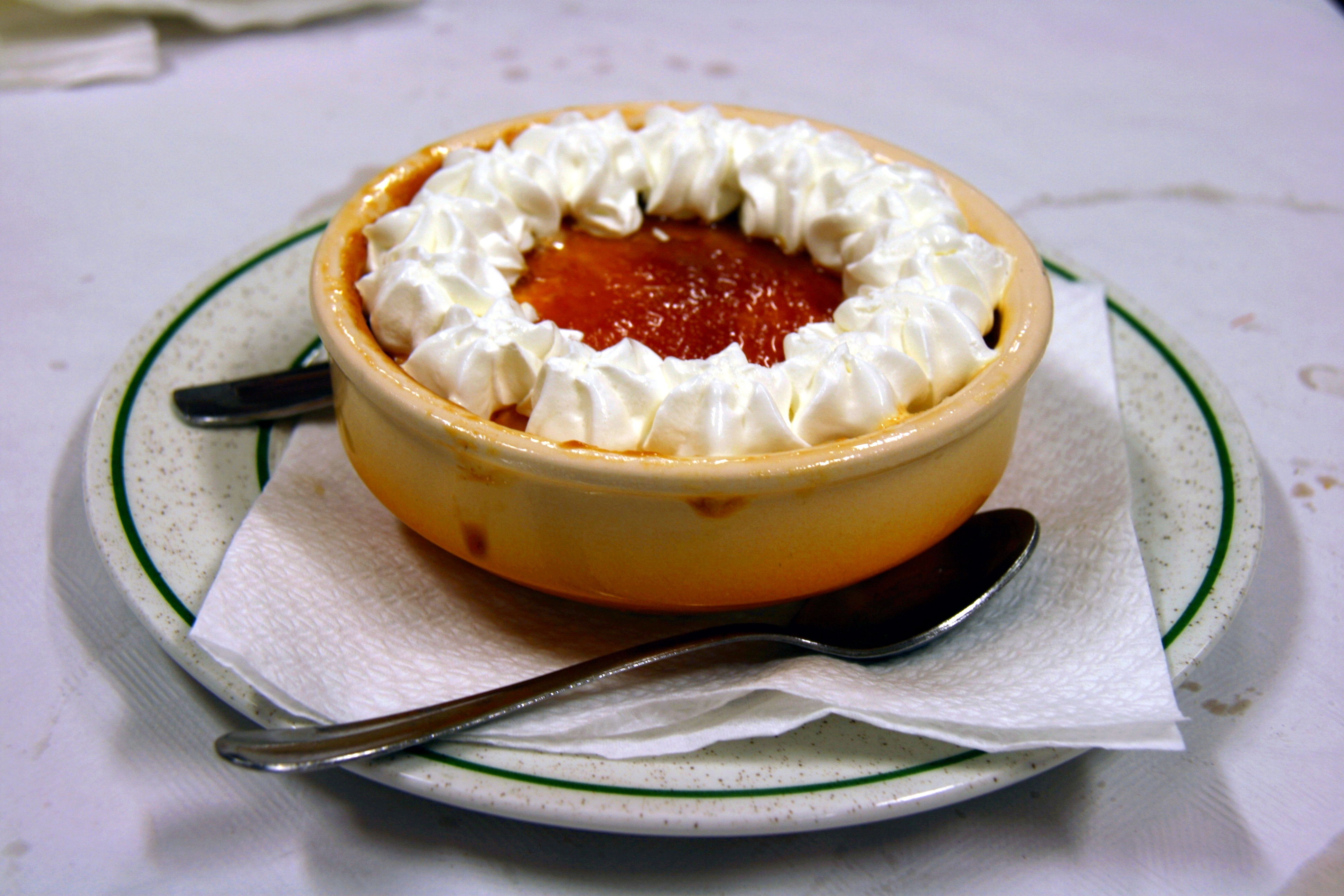
Торт «Виски»

- Перуанский фруктовый торт со сладкой нугой
- «Панчо»
- «Полёт»
- «Прага»
- «Птичье молоко»
- «Рождественское полено»
- Сладкоежка
- Сметанник
- «Тайский торт»
- Три молока
- «Цугский вишнёвый торт»
- «Чародейка»
- «Чёрный лес» (Шварцвальдский вишнёвый торт, «Шварцвальд», «Блэк Форест»)
- Шакотис
- «Эстерхази»